# Big Bend (Wisconsin)
Big Bend é uma vila localizada no estado norte-americano de Wisconsin, no Condado de Waukesha.

## Demografia
Segundo o censo norte-americano de 2000, a sua população era de 1278 habitantes. 
Em 2006, foi estimada uma população de 1282, um aumento de 4 (0.3%).

## Geografia
De acordo com o United States Census Bureau tem uma área de 
5,9 km², dos quais 5,9 km² cobertos por terra e 0,0 km² cobertos por água.

## Localidades na vizinhança
O diagrama seguinte representa as localidades num raio de 16 km ao redor de Big Bend. 